# Chironomus sauterianus
Chironomus sauterianus är en tvåvingeart som beskrevs av Jean-Jacques Kieffer 1921. Chironomus sauterianus ingår i släktet Chironomus och familjen fjädermyggor.
Artens utbredningsområde är Taiwan. Inga underarter finns listade i Catalogue of Life.